# Beate Baumann
Beate Baumann (Osnabrück, 28 de julio de 1963) es una asesora política alemana. Fue jefa de oficina de la canciller alemana Angela Merkel y, junto con Eva Christiansen, fue su asesora más cercana.

## Trayectoria
Se graduó en el Gymnasium Carolinum de Osnabrück, y después estudió lengua y literatura inglesa y alemana en Münster y Cambridge, aprobando su examen estatal en Münster en 1990. Baumann ya durante sus estudios participó activamente en la política, por ejemplo en el comité ejecutivo estatal de la Jungen Union en Baja Sajonia.
Baumann se convirtió en enero de 1992 en asesora de Angela Merkel en el Ministerio Federal de la Juventud y, en 1995, se trasladó con ella al Ministerio Federal de Medio Ambiente como jefe de oficina. Cuando Merkel fue elegida Secretaria General de la CDU en 1998, Baumann la acompañó a la Casa Adenauer, donde dirigió temporalmente el personal de planificación, además de la oficina de Merkel. Cuando en 2002 Merkel asumió el cargo de presidenta del grupo parlamentario CDU/CSU en el Bundestag, además de su cargo de presidenta del partido, Beate Baumann la acompañó nuevamente como jefa de oficina en la Jakob-Kaiser-Haus. Tras la elección de Merkel como Canciller Federal, Baumann fue su jefa de gabinete en la Cancillería Federal desde el 22 de noviembre de 2005 hasta el 8 de diciembre de 2021. Allí asistió a la Morgenlage, a la que sólo fue invitado el círculo más cercano de Merkel. Como jefa de la oficina de Merkel, Baumann tuvo influencia en algunas decisiones. Las decisiones de Merkel de presentarse nuevamente a las elecciones a la Cancillería en 2017 y de votar en contra del Matrimonio para Todos tuvieron que ser apoyadas por Baumann como jefa de gabinete, pero personalmente tenía una opinión diferente.
Tras finalizar su mandato como canciller, Merkel le contó a Spiegel que estaba trabajando con Baumann en una autobiografía. El libro, titulado Libertad, se publicó en 2024 en 30 idiomas.

## Representaciones cinematográficas
Baumann apareció en el docudrama Stunden der Entscheidung: Angela Merkel and the Refugees de Tilla Kratochwil y en el largometraje Die Getriebenen de Gisela Aderhold.